# الحايط (عمران)
الحايط هي إحدى قرى الجمهورية اليمنية. وهي تتبع جغرافيًا لمحافظة عمران. وإداريًا لمديرية عيال سريح. يبلغ تعداد سكانها 3347 نسمة حسب الإحصاء الذي جرى عام 2004.